# Съветско-японски гранични конфликти
Съветско-японските гранични конфликти, известни още като съветско-японската гранична война, са водени между Съветския съюз и Япония в Североизточна Азия от 1932 до 1939 година.
Японската експанзия в региона на Североизточен Китай, граничещ със Далечния Изток на Съветския съюз, и споровете по демаркационната линия довеждат до нарастващо напрежение между двете страни. Те често нарушават границата и се обвиняваха взаимно в подобни нарушения. Съветите и японците, включително и марионетните държави Монголия и Манджоу-Го, се сражават в поредица от ескалиращи гранични схватки и наказателни експедиции от 1935 г. до победата на съветско-монголските войски над японците в битката при Халхин Гол през 1939 г., която разрешава спора и връща границите на status quo ante bellum.
Съветско-японските гранични конфликти допринасят значително за подписването на Съветско-японския пакт за неутралитет от 1941 г.